# Cheillé
Cheillé is een gemeente in het Franse departement Indre-et-Loire (regio Centre-Val de Loire). De plaats maakt deel uit van het arrondissement Chinon. Cheillé telde op 1 januari 2022 1.859 inwoners.

## Geografie
De oppervlakte van Cheillé bedroeg op 1 januari 2022 46,26 vierkante kilometer; de bevolkingsdichtheid was toen 40,2 inwoners per km².

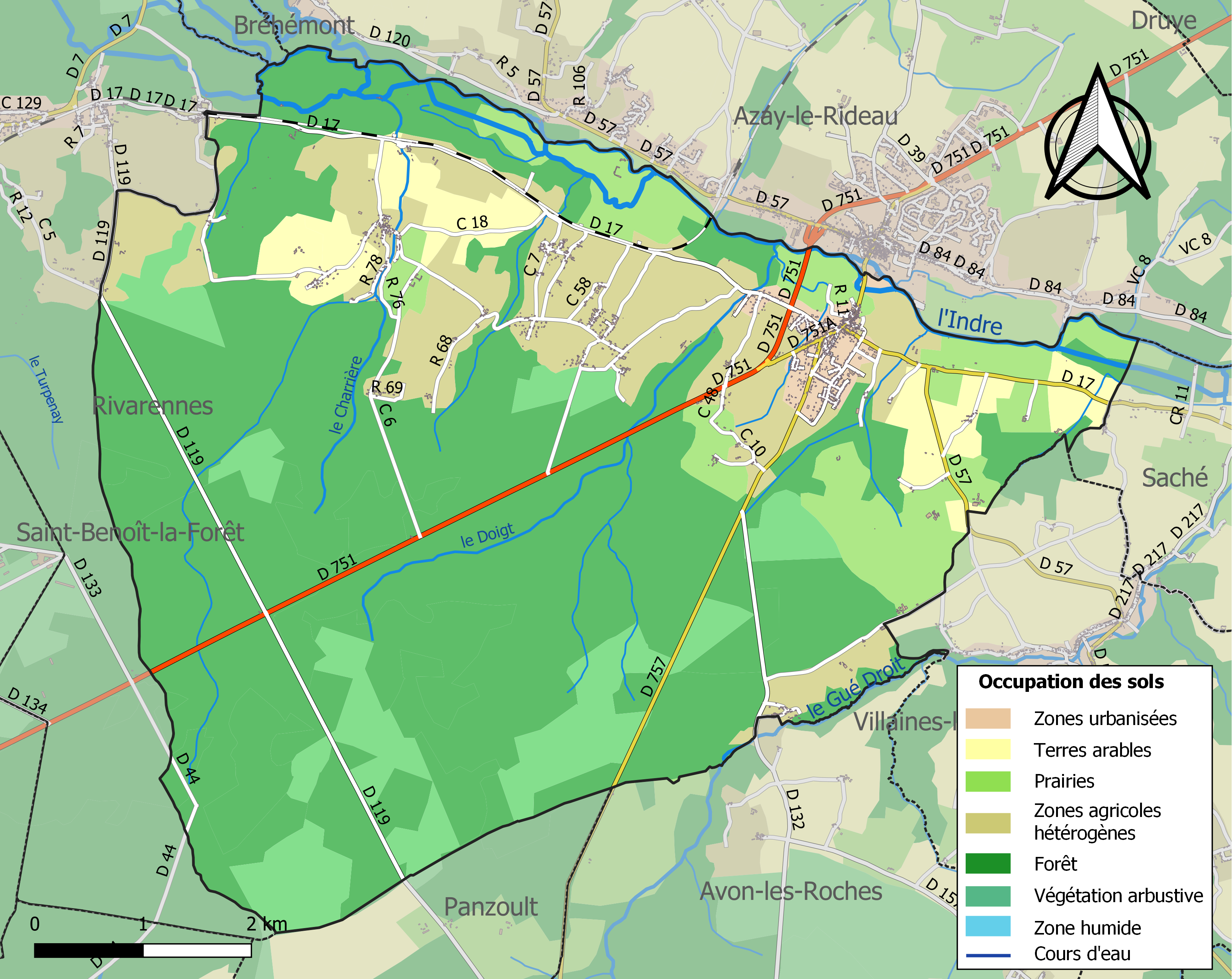
Kaart van de gemeente met belangrijkste infrastructuur, bodemgebruik en omliggende gemeenten

## Demografie
Onderstaande figuur toont het verloop van het inwonertal (bron: INSEE-tellingen).